# Novalja
Novalja [ˈnɔʋâʎâ] (dt. veraltet: Navala) ist die zweitgrößte Stadt auf der Insel Pag, die zwischen Rijeka und Zadar in der kroatischen Adria liegt. Die Stadt hat 3680 Einwohner (Volkszählung 2021) und gehört zur Gespanschaft Lika-Senj. Sie bezeichnet sich selbst als touristisches Zentrum der Insel.

## Sehenswürdigkeiten
Zu den historischen Besonderheiten dieser kleinen Inselstadt gehört der römische Aquädukt aus dem 1. Jh., der über 1 Kilometer Länge misst. Zudem befinden sich Reste von drei frühchristlichen Basiliken aus dem 4. Jahrhundert in der Stadt. Für den nach Erholung suchenden Menschen sind sicherlich auch die zahlreichen Kieselstrände des Ortes von Interesse.
Im Jahr 1999 wurde ca. 5 km östlich von Novalja eine besondere Gesteinsformation in Form eines Dreiecks mit Seitenlängen von 22 bzw. 32 m wiederentdeckt. Dieses „Pager Dreieck“ (kroatisch: „Paški trokut“) wird als Landeplatz eines UFOs bezeichnet. Lokale Fischer hingegen berichten von einem alten Versammlungsplatz, der wegen seines atemberaubenden Blicks auf die Insel, den Pager Kanal sowie das nahe Velebit-Gebirge, exponiert gewählt wurde.
Circa 2 km nördlich von Novalja liegt Stara Novalja [auf Deutsch „Altes Novalja“] in einer langgestreckten, nach Nordwesten offenen Bucht, die Richtung Rab weist. Bis 1970 lebten hier ausschließlich Fischer und Weinbauern. Seitdem nahm der Tourismus stetig zu. Am nördlichen Ende der Bucht liegt der Ort Drljanda mit einem Fährhafen, der jedoch nur bei starker Bora genutzt wird. Am Meeresboden finden sich hier mehrere Süßwasserquellen.
Novaljas Stadtstrand heißt „Lokunje“. Am östlich gelegenen Strand „Caska“ befinden sich unter Wasser die Ruinen einer einstigen römischen Siedlung, die im 4. Jahrhundert bei einem Erdbeben zerstört wurde und untergegangen ist. Der bekannteste und beliebteste Strand auf Pag ist der ca. 3 km südöstlich von Novalja gelegene Kiesstrand „Zrće“, der in den Sommermonaten aufgrund seiner attraktiven Open Air Clubs etliche tausend feierfreudige Jugendliche aus ganz Europa anzieht. Zrće ist während der Saison mit öffentlichen Verkehrsmitteln angebunden. Darüber hinaus gibt es zahlreiche weitere Buchten und Strände in der Umgebung von Novalja, darunter der Strand „Ručica“ in Metajna, der Strand „Veli Žal“ in Zubovići, der Strand „Straško“ südlich von Novalja.